# محمد عبد الله المغربي
محمد عبد الله درهم المغربي (مواليد 1 يناير 1998) هو مصارع يمني يقاتل في كلا الأسلوبين. احرز المركز الرابع عشر في دورة الألعاب الآسيوية 2018، والثاني والثالث في بطولة العرب 2018.